# Opisthoxia epichrysops
Opisthoxia epichrysops är en fjärilsart som beskrevs av Charles Oberthür 1916. Opisthoxia epichrysops ingår i släktet Opisthoxia och familjen mätare. Inga underarter finns listade i Catalogue of Life.